# NGC 1778
NGC 1778 ist ein offener Sternhaufen vom Typ III2p im Sternbild Fuhrmann am Nordsternhimmel. Der Haufen hat eine Helligkeit von 7,70 mag und einen Winkeldurchmesser von 8 Bogenminuten.
Entdeckt wurde das Objekt am 17. Januar 1787 von William Herschel.